# Алхимов, Владимир Сергеевич
Влади́мир Серге́евич Алхи́мов (25 октября 1919 года, дер. Никулино, Смоленская губерния — 9 января 1993 года, Москва) — советский экономист, кандидат экономических наук, в 1976—1986 годах — председатель Правления Государственного банка СССР. В годы Великой Отечественной войны — офицер-артиллерист Красной Армии, Герой Советского Союза (24.03.1945). Капитан запаса (29.05.1965).

## Биография

Могила Алхимова на Новодевичьем кладбище Москвы.

Родился в Смоленской области в крестьянской семье. Окончил семилетку. В 1935—1938 — студент бюджетного отделения Смоленского финансово-экономического техникума по специальности «инспектор госбюджета». В 1938 году как отличник учёбы был направлен на обучение в Ленинградский финансово-экономический институт.
В июне 1941 ушёл из института на фронт добровольцем. В 1942 вступил в ВКП(б). Воевал на Ленинградском, Западном и 3-м Белорусском фронтах. Окончил артучилище. Гвардии лейтенант В. Алхимов отличился 7 августа 1944 года в бою за населенный пункт Тупики (Литва). При отражении контратаки 35 танков, за которыми следовала пехота, он, будучи корректировщиком огня, вызвал огонь дивизиона на себя. 6 танков были подбиты, остальные не могли прорваться сквозь заградительный огонь и повернули обратно. 24 марта 1945 года В. С. Алхимову присвоено звание Героя Советского Союза. Участвовал в войне с Японией. 10 - 11 мая 1946 года в Институте истории Академии наук СССР с Алхимовым провели беседу Р.И. Кроль и А.А. Белкин. В ноябре 1946 года старший лейтенант В. С. Алхимов (воинское звание присвоено 20.11.1945) демобилизовался из Советской Армии и возвратился в институт.
После окончания в 1947 году Ленинградского финансового института по рекомендации партийных органов был направлен на учёбу во Всесоюзную академию внешней торговли.
В 1947—1950 годах — слушатель Всесоюзной академии внешней торговли. В 1950 году защитил кандидатскую диссертацию по британским банкам, стал кандидатом экономических наук.
После окончания академии в 1950—1955 годах работал заведующим отделом цен Научно-исследовательского конъюнктурного института Министерства внешней торговли СССР. В 1955—1958 годах — заместитель директора этого института по научной работе. В 1958—1960 годах — торговый советник СССР в США. В 1960—1967 годах — заместитель начальника, начальник главного валютного управления Министерства внешней торговли. В 1967—1976 годах — заместитель министра внешней торговли СССР. В 1976—1986 годах — Председатель Правления Государственного банка СССР. В 1977 году — депутат Совета Национальностей Верховного Совета СССР 10—11-го созывов от Татарской ССР, член ЦК КПСС в 1982—1986 годах (кандидат в члены с 1981 года).
В феврале 1985 дочь Алхимова Наталья и её муж пианист Андрей Гаврилов, находясь в Англии, предприняли попытку добиться права свободного передвижения по миру. С помощью М. С. Горбачёва им это удалось, но карьера Алхимова завершилась.
Умер 9 января 1993 года. Похоронен в Москве на Новодевичьем кладбище (участок № 10).

## Награды и звания
- Герой Советского Союза (24 марта 1945)
- три ордена Ленина
- два орден Отечественной войны I степени (17 августа 1944; 11 марта 1985)
- орден Трудового Красного Знамени
- орден Красной Звезды (14 февраля 1945; был представлен к ордену Александра Невского)
- орден «Знак Почёта»
- ряд медалей СССР
- В 1979 году за большие заслуги перед народом, страной, отчим смоленским краем, ратные и трудовые дела В. С. Алхимову присвоено звание «Почётный гражданин Смоленска».

## Публикации
- Алхимов В. С. Из воспоминаний о Великой Отечественной войне Архивная копия от 26 февраля 2006 на Wayback Machine // История Государственного банка СССР в документах. — М.: Финансы, 1971. — 460 с.
- Сахнин, А.Я. Чужие люди : повести и очерки [печатный текст] / Сахнин, Аркадий Яковлевич, Автор (Author); Терещенко, Василий И., Художник (Artist); Маркова, О. Г., Редактор (Editor). - Москва : Советский писатель, 1986. - 475, [5] с.: ил., портр. [1] л.; 21 см.- Содержание : Повести: Неотвратимость ; Моряки ; Очерки: Все ли понимают, что происходит? ; Особое мнение: [об В.С. Алхимове]  ; У Погорелого Городища.- 200 000 экземпляров   (в переплёте) : 2 р.[11]
- Алхимов В. С.  Путевые заметки 1941-1945. Полевая почта № 71724. — М., 2015.